# Bertrand Badie
Bertrand Badie (Parigi, 14 maggio 1950) è un politologo francese, specialista in relazioni internazionali e docente presso l'Istituto di studi politici di Parigi.

## Biografia
Dopo gli studi all'Università Paris 1 Panthéon-Sorbonne e all'Institut national des langues et civilisations orientales, Badie divenne docente e ricercatore universitario, venendo assunto dall'Istituto di studi politici di Parigi.
Dal 2001 al 2005 fu direttore del Centro Rotary per gli studi internazionali sulla pace e sulla risoluzione dei conflitti, dal 2003 fu inoltre membro del consiglio dell’Associazione francese di scienze politiche e del comitato esecutivo dell'Associazione internazionale di scienze politiche (del quale fu anche vicepresidente).
Come scrittore, Badie ha pubblicato vari saggi e volumi, alcuni dei quali hanno suscitato polemiche nel campo accademico.

## Opere
- I due stati - Società e potere in Islam e Occidente, Marietti Editore, 1990 (ISBN 8821174522)
- L'État importé : essai sur l'occidentalisation de l'ordre politique, Fayard, 1992 (ISBN 2213030138)
- Le défi migratoire : questions de relations internationales, scritto con Catherine Wihtol de Wenden, Presses de la Fondation nationale des sciences politiques, 1994 (ISBN 2-7246-0650-7)
- La fine dei territori. Saggio sul disordine internazionale e sulla utilità sociale del rispetto, Asterios Editore] 1996 (ISBN 978-8886969024)
- Le retournement du monde : sociologie de la scène internationale, scritto con Marie-Claude Smouts, Presses de Sciences Po / Dalloz (Amphithéâtre), 1999 (ISBN 978-2247036721)
- Un mondo senza sovranità. Gli Stati tra astuzia e responsabilità, Asterios Editore, 2000 (ISBN 9788886969291)
- La diplomatie des droits de l'Homme : entre éthique et volonté de puissance, Fayard, 2002 (ISBN 2213613346)
- L'impuissance de la puissance ; essai sur les incertitudes et les espoirs des nouvelles relations internationales, Fayard, 2004 (ISBN 2213621578)
- Le multilatéralisme, scritto con Guillaume Devin, La Découverte, 2007 (ISBN 9782707153333)
- L'état du monde, scritto con Sandrine Tolotti, La Découverte, 2007 (ISBN 9782764606308)
- Le Diplomate et l'Intrus, Fayard, 2008 (ISBN 978-2-213-63327-5)
- Le grand tournant - L'état du monde 2010, scritto con Dominique Vidal, La Découverte, 2009 (ISBN 978-2707157690)
- Nouveaux acteurs, nouvelle donne - L'état du monde 2012, scritto con Dominique Vidal, La Découverte, 2010 (ISBN 978-2707168887)
- La diplomatie de connivence, La Découverte, 2011 (ISBN 978-2707165824)
- La cassure - L'état du monde 2013, scritto con Dominique Vidal, La Découverte, 2012 (ISBN 978-2707168887)
- Puissances d'hier et de demain - L'état du monde 2014, scritto con Dominique Vidal, La Découverte, 2013 (ISBN 9782707176981)
- Quand l'Histoire Commence, Éditions du CNRS, 2013 (ISBN 978-2271074652)
- Nouvelles guerres - L'état du monde 2015, scritto con Dominique Vidal, La Découverte, 2014 (ISBN 9782707184986)
- Le Temps des Humiliés. Pathologie des relations internationales, Éditions Odile Jacob, 2014 (ISBN 978-2738130907)